# بيترو وايت
بيترو وايت (بالإنجليزية: Simone White)‏ هي مغنية وملحنة ومغنية مؤلفة أمريكية، ولدت في 7 فبراير 1970 في أواهو في الولايات المتحدة.

## وصلات خارجية
- الموقع الرسمي
- بيترو وايت على موقع IMDb (الإنجليزية)
- بيترو وايت على موقع ميوزك برينز (الإنجليزية)
- بيترو وايت على موقع أول ميوزيك (الإنجليزية)
- بيترو وايت على موقع ديسكوغز (الإنجليزية)